# خيله الشرقية (دوعن)
'

تعديل مصدري - تعديل

خيله الشرقية هي إحدى قرى عزلة صيف بمديرية دوعن التابعة لمحافظة حضرموت، بلغ تعداد سكانها 578 نسمة حسب تعداد اليمن لعام 2004.